# توکایدو

توکایدو

توکایدو (به ژاپنی: 東海道 Tōkaidō) یک عبارت جغرافیایی در مناطق ژاپن است. ۱۵ ولایت تشکیل دهنده توکایدو عبارتند از:
- ولایت ایگا
- ولایت ایسه
- ولایت شیما
- ولایت اُواری
- ولایت میکاوا
- ولایت توتومی
- ولایت سوروگا
- ولایت کای
- ولایت ایزو
- ولایت ساگامی
- ولایت موساشی
- ولایت آوا (چیبا)
- ولایت کازوسا
- ولایت شیموسا
- ولایت هیتاچی